# روستيشيلو دا بيزا
روستيشيلو دا بيزا (بالإيطالية: Rustichello da Pisa)‏ والمعروف أيضًا بروستشيانو وروستيجييلو (أواخر القرن الثالث عشر). كاتب إيطالي معروف بتدوينه لرحلات ماركو بولو عندما كانا سوية في سجن جنوي. أصله من بيزا ولكنه أسر في معركة ميلوريا في 1284، وسط الصراع بين جمهورية جنوة وبيزا. عندما كان في السجن حوالي 1298 التقى بماركو بولو، الذي أسر بدوره بعد معركة كورزولا.